# Nařízení Brusel I bis
Nařízení Evropského parlamentu a Rady (EU) č. 1215/2012 ze dne 12. prosince 2012, o příslušnosti a uznávání a výkonu soudních rozhodnutí v občanských a obchodních věcech, zkráceně zvané Brusel I bis někdy také  Brusel I a, je právní akt Evropské unie, který nahradil dříve platné nařízení Rady o příslušnosti a uznávání a výkonu soudních rozhodnutí v občanských a obchodních věcech (nařízení Brusel I). 

## Účel revize právní úpravy
Nařízení Brusel I bis výrazně zjednodušilo řešení občanských a obchodních sporů s mezinárodním prvkem, jelikož bez náhrady zrušilo řízení o prohlášení vykonatelnosti. Pravomocná rozhodnutí jsou tudíž vykonavatelná již na základě samotného rozhodnutí a osvědčení o vykonatelnosti. Kromě toho nařízení Brusel I bis odstranilo také některé další nedostatky předcházejícího nařízení Brusel I, a to zejména v oblasti efektivity dohod o volbě soudu (prorogace) a překážky litispendence.

### Nová úprava dohody o volbě soudu (prorogace)
Podle nařízení Brusel I bis už nemusí mít žádná ze stran prorogační dohody bydliště na území členského státu Evropské unie a platnost prorogační dohody se posuzuje podle práva členského státu, který podle ní má rozhodovat. Nově také není prorogační dohoda závislá na ostatních ustanoveních smlouvy a nemůže být tedy postižena jejich neplatností. 

### Nová úprava překážky litispendence
V dřívějším nařízení Brusel I platilo pravidlo, podle něhož musel soud přerušit řízení, pokud mezi týmiž stranami v téže věci probíhalo dříve zahájené řízení u jiného soudu. Toto na první pohled neutrální ustanovení bylo ale široce zneužíváno stranami sporů, které očekávaly, že prohrají. V momentě, kdy se straně, která očekávala v řízení prohru, zdálo, že proti ní bude bezprostředně zahájeno řízení, podala sama návrh na zahájení řízení u nepříslušného soudu. Využívány byly soudy zemí, které jsou nechvalně známé délkou řízení, zejména Itálie, podle níž byla tato taktika nazvána italským torpédem. Příslušný soud dle prorogační dohody poté musel bez návrhu přerušit řízení a vyčkávat, dokud, zpravidla italský, soud nerozhodl o své nepříslušnosti. Tato taktika způsobovala značné průtahy a z obav, aby protistrana italského torpéda nevyužila, byly podávány žaloby předčasně a i ve věcech, které by bylo možné vyřešit smírně. 
Nařízení Brusel I bis na tento trend zareagovalo tak, že ustanovilo pravidlo, že se později zahájené řízení u soudu příslušného dle prorogační dohody nepřerušuje, a že se naopak přeruší řízení i dříve zahájené až do doby, dokud soud příslušný podle prorogační dohody nekonstatuje, že podle dohody příslušný není.

## Působnost nařízení Brusel I bis
Nařízení Brusel I bis se dle čl. 1 použije pro většinu sporů s mezinárodním prvkem vyplývajících z občanských a obchodních věci (věcná působnost), pokud jsou splněny následující podmínky:
- o sporu rozhoduje soud členského státu Evropské unie (místní působnost)
- žalovaný má bydliště na území členského státu Evropské unie (osobní působnost)
- žaloba byla podána k soudu po dni účinnosti nařízení Brusel I bis, tj. po 10. 1. 2015 (časová působnost).

## Systematika nařízení Brusel I bis
- Preambule
- Kapitola I: Oblast působnosti a definice (čl. 1 – 3)
- Kapitola II: Příslušnost (čl. 4 - 35 )
  - Oddíl 1: Obecná ustanovení (čl. 4 – 6)
  - Oddíl 2: Zvláštní příslušnost (čl. 7 – 9)
  - Oddíl 3: Příslušnost ve věcech pojištění (čl. 10 – 16)
  - Oddíl 4: Příslušnost ve věcech spotřebitelských smluv (čl. 17 – 19)
  - Oddíl 5: Příslušnost pro individuální pracovní smlouvy (čl. 20 – 23)
  - Oddíl 6: Výlučná příslušnost (čl. 24)
  - Oddíl 7: Ujednání o příslušnosti (čl. 25 - 26)
  - Oddíl 8: Přezkoumání příslušnosti a přípustnosti (čl. 27 – 28)
  - Oddíl 9: Překážka litispendence a závislá řízení (čl. 29 – 34)
  - Oddíl 10: Předběžná a zajišťovací opatření (čl. 35)
- Kapitola III: Uznávání a výkon (čl. 36 – 57)
  - Oddíl 1: Uznávání (čl. 36 – 38)
  - Oddíl 2: Výkon (čl. 39 – 44)
  - Oddíl 3: Odepření uznání a výkonu (čl. 45 – 51)
    - Pododdíl 1: Odepření uznání (čl. 45)
    - Pododdíl 2: Odepření výkonu (čl. 46 - 51)

  - Oddíl 4: Společná ustanovení (čl. 52 – 57)
- Kapitola IV: Veřejné listiny a soudní smíry (čl. 58 – 60)
- Kapitola V: Obecná ustanovení (čl. 61 – 65)
- Kapitola VI: Přechodná ustanovení (čl. 66)
- Kapitola VII: Vztah k jiným nástrojům (čl. 67 - 73)
- Kapitola VIII: Závěrečná ustanovení (čl. 74 – 81)